# Polygala nicaeensis
Polygala nicaeensis är en jungfrulinsväxtart. Polygala nicaeensis ingår i släktet jungfrulinssläktet, och familjen jungfrulinsväxter.

## Underarter
Arten delas in i följande underarter:
- P. n. caesalpini
- P. n. gariodiana
- P. n. gerundensis
- P. n. mediterranea
- P. n. nicaeensis
- P. n. pannonica
- P. n. tomentella

## Bildgalleri

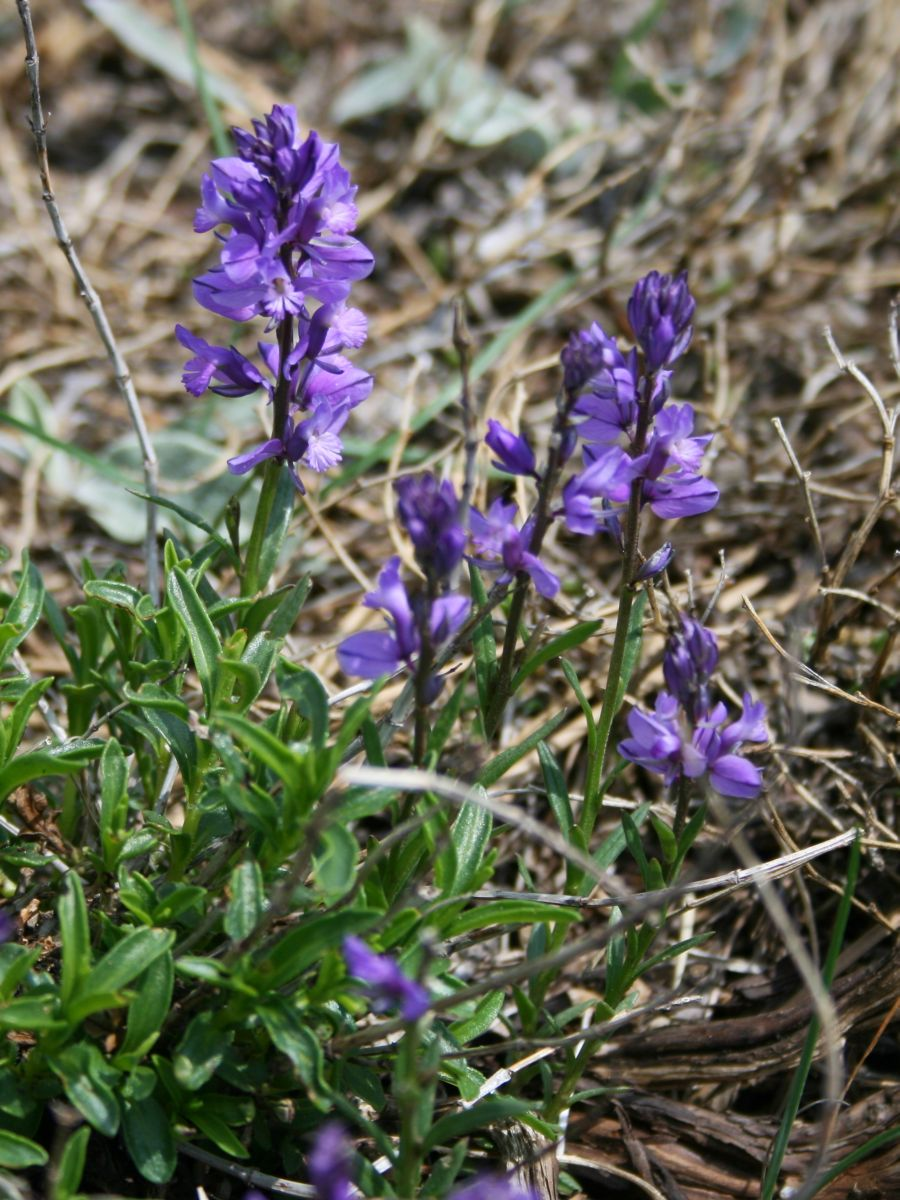